# Помилка регресу
Помилка регресу є неформальною помилкою. Вона припускає, що щось повернулося в норму через коригувальні дії, вжиті, коли це було ненормальним. Це не враховує природних коливань. Часто це особливий вид post hoc.

## Пояснення
Такі речі, як результати в гольфі, температура Землі та хронічний біль у спині, коливаються природним чином і зазвичай регресують до середнього. Логічна вада полягає в тому, щоб робити передбачення, за якими виняткові результати продовжуватимуться як середні (див. Евристика репрезентативності). Люди, швидше за все, вживають заходів, коли відхилення досягає свого піку. Потім, коли результати стають більш нормальними, вони вважають, що їхня дія була причиною зміни, хоча насправді вона не була причиною.
Таке використання слова «регресія» було введено сером Френсісом Гальтоном у дослідженні 1885 року під назвою «Регресія до посередності в успадкуванні зросту». Він показав, що зріст дітей від дуже низьких або дуже високих батьків буде рухатися до середнього. Насправді, у будь-якій ситуації, коли дві змінні корелюють менш ніж ідеально, винятковий бал за однією змінною може не збігатися з таким же винятковим за іншою змінною. Недосконала кореляція між батьками та дітьми (зріст не цілком успадковується) означає, що розподіл зросту їхніх дітей буде зосереджено десь між середнім показником батьків і середнім показником населення в цілому. Таким чином, будь-яка дитина може бути більш екстремальний зріст, ніж батьки, але також має шанси проти цього.

## Приклади
Коли біль посилився, він звернувся до лікаря, після чого біль трохи вщух. Тому лікування у лікаря йому було корисно.
Біль, що трохи вщухає після того, як він посилився, легше пояснити регресією до середнього. Припустити, що полегшення болю було викликано лікарем, є помилковим.
Минулий семестр студент вчився надзвичайно погано, тому я його покарав. У цьому семестрі він зробив набагато краще. Очевидно, що покарання ефективно покращує оцінки учнів.
Часто виняткові показники супроводжуються більш нормальними показниками, тому зміну продуктивності можна краще пояснити регресією до середнього. До речі, деякі експерименти показали, що люди можуть розвивати систематичне упередження щодо покарання та проти винагороди через міркування, аналогічні цьому прикладу помилки регресії.
Частота ДТП на дорозі знизилася після встановлення камери контролю швидкості. Тому камера контролю швидкості покращила безпеку дорожнього руху.
Камери контролю швидкості часто встановлюються після того, як на дорозі відбувається надзвичайно велика кількість аварій, і це значення зазвичай падає (регресія в середнє) відразу після цього. Багато прихильників камер контролю швидкості пов'язують це падіння аварій з камерою, не спостерігаючи за загальною тенденцією.
Деякі автори використовують джинкс Sports Illustrated як приклад ефекту регресії: за надзвичайно хорошими виступами, швидше за все, слідують менш екстремальні, і спортсмени вибираються для появи на обкладинках Sports Illustrated лише після екстремальних виступів. Приписування цього дії джинксу, а не на регрес, як вважають деякі спортсмени, є прикладом помилки регресії.

## Неправильне застосування
З іншого боку, відкидання дійсних пояснень може призвести до гіршої ситуації. Наприклад:
Після того, як західні союзники вторглися в Нормандію, створивши другий великий фронт, німецький контроль над Європою ослаб. Очевидно, що поєднання західних союзників і СРСР відкинуло німців назад.
Помилкова оцінка: «Враховуючи, що контратаки проти Німеччини відбулися лише після того, як вони завоювали найбільшу кількість території під своїм контролем, регрес у бік середнього може пояснити відхід німецьких військ з окупованих територій як чисто випадкове коливання, яке б відбулися без будь-якого втручання з боку СРСР чи західних союзників». Однак це було не так. Причина в тому, що політична влада та окупація територій не визначаються насамперед випадковими подіями, що робить концепцію регресу до середнього непридатною (у великому масштабі).
По суті, неправильне застосування регресії до середнього може звести всі події до просто історії без причини чи наслідку. (Таке неправильне застосування передбачає передумову, що всі події є випадковими, оскільки вони повинні бути такими, щоб концепцію регресії до середнього можна було правильно застосувати.)